# Meidericher Spielverein Duisburg 1970-1971
Questa voce raccoglie le informazioni riguardanti il Duisburg nelle competizioni ufficiali della stagione 1970-1971.

## Stagione
Nella stagione 1970-1971 il Duisburg, allenato da Rudi Faßnacht, concluse il campionato di Bundesliga al 7º posto. In Coppa di Germania il Duisburg fu eliminato ai quarti di finale dal Bayern Monaco.

## Rosa
| N. |                     | Ruolo | Calciatore             |
| -- | ------------------- | ----- | ---------------------- |
|    | Germania (bandiera) | P     | Volker Danner          |
|    | Germania (bandiera) | P     | Hermann Holscher       |
|    | Germania (bandiera) | P     | Dietmar Linders        |
|    | Germania (bandiera) | D     | Michael Bella          |
|    | Germania (bandiera) | D     | Heinz-Peter Buchberger |
|    | Germania (bandiera) | D     | Toni Burghardt         |
|    | Germania (bandiera) | D     | Georg Damjanoff        |
|    | Germania (bandiera) | D     | Hartmut Heidemann      |
|    | Germania (bandiera) | D     | Detlef Pirsig          |
|    | Germania (bandiera) | D     | Kurt Rettkowski        |
|    | Germania (bandiera) | C     | Willibert Kremer       |

| N. |                     | Ruolo | Calciatore         |
| -- | ------------------- | ----- | ------------------ |
|    | Germania (bandiera) | C     | Bernd Lehmann      |
|    | Serbia (bandiera)   | C     | Đorđe Pavlić       |
|    | Germania (bandiera) | C     | Johannes Riedl     |
|    | Germania (bandiera) | C     | Hans Sondermann    |
|    | Germania (bandiera) | A     | Rainer Budde       |
|    | Germania (bandiera) | A     | Bernard Dietz      |
|    | Germania (bandiera) | A     | Helmut Huttary     |
|    | Germania (bandiera) | A     | Gerhard Kentschke  |
|    | Germania (bandiera) | A     | Hannes Linßen      |
|    | Germania (bandiera) | A     | Kurt-Jürgen Lorenz |

## Organigramma societario
Area tecnica
- Allenatore: Rudi Faßnacht
- Allenatore in seconda:
- Preparatore dei portieri:
- Preparatori atletici:

## Calciomercato

### Sessione estiva
| Acquisti | Acquisti               | Acquisti            | Acquisti |
| R.       | Nome                   | da                  | Modalità |
| -------- | ---------------------- | ------------------- | -------- |
| D        | Heinz-Peter Buchberger | Eintracht Duisburg  |          |
| D        | Georg Damjanoff        | TeBe Berlino        |          |
| P        | Volker Danner          | Borussia M'gladbach |          |
| A        | Bernard Dietz          | SG Bockum-Hövel     |          |
| A        | Gerhard Kentschke      | Kaiserslautern      |          |

| Cessioni | Cessioni           | Cessioni     | Cessioni |
| R.       | Nome               | a            | Modalità |
| -------- | ------------------ | ------------ | -------- |
| A        | Peter Lechermann   | Telstar      |          |
| D        | Manfred Müller     | Diest        |          |
| A        | Axel Rzany         | Karlsruhe    |          |
| A        | Gerd Schwidrowski  | TeBe Berlino |          |
| A        | Karl-Heinz Wißmann | Sint-Truiden |          |

## Risultati

### Bundesliga

#### Girone di andata
| Arbitro: | Geng |

|                        |           |                             |
| Pavlić 17’ Huttary 75’ | Marcatori | 29’ Kobluhn 57’ Krauthausen |

| Arbitro: | Wolf |

|            |           |  |
| Scheer 76’ | Marcatori |  |

| Duisburg 28 ottobre 1970, ore 20:00 CET 3ª giornata | Duisburg | 0 – 0 referto | Colonia | Wedaustadion (13 000 spett.)\| Arbitro: \| Boe \| |
| Arbitro:                                            | Boe      |               |         |                                                   |

| Arbitro: | Mühling |

|  |           |                     |
|  | Marcatori | 59’ Dietz 81’ Budde |

| Duisburg 11 settembre 1970, ore 20:00 CET 5ª giornata | Duisburg | 0 – 0 referto | Eintracht Braunschweig | Wedaustadion (15 000 spett.)\| Arbitro: \| Berner \| |
| Arbitro:                                              | Berner   |               |                        |                                                      |

| Arbitro: | Horstmann |

|                       |           |  |
| Winkler 26’ Kraft 36’ | Marcatori |  |

| Arbitro: | Quindeau |

|          |           |  |
| Haug 53’ | Marcatori |  |

| Arbitro: | Aldinger |

|           |           |  |
| Budde 67’ | Marcatori |  |

| Arbitro: | Regely |

|                                                     |           |               |
| Trimhold 2’ Bücker 44’ Weist 48’, 87’ Neuberger 59’ | Marcatori | 24’ Heidemann |

| Arbitro: | Hamer |

|           |           |  |
| Budde 26’ | Marcatori |  |

| Francoforte sul Meno 10 ottobre 1970, ore 15:30 CET 11ª giornata | Eintracht Francoforte | 0 – 0 referto | Duisburg | Waldstadion (6 500 spett.)\| Arbitro: \| Conrad \| |
| Arbitro:                                                         | Conrad                |               |          |                                                    |

| Arbitro: | Frickel |

|                |           |              |
| Rettkowski 72’ | Marcatori | 67’ Heynckes |

| Arbitro: | Seiler |

|                              |           |  |
| Zaczyk 58’ (rig.) Dörfel 89’ | Marcatori |  |

| Arbitro: | Gabor |

|                                       |           |                             |
| Lehmann 31’, 44’ (rig.) Damjanoff 39’ | Marcatori | 24’ Siemensmeyer 63’ Keller |

| Bielefeld 14 novembre 1970, ore 15:30 CET 15ª giornata | Arminia Bielefeld | 0 – 0 referto | Duisburg | Bielefelder Alm (20 000 spett.)\| Arbitro: \| Kindervater \| |
| Arbitro:                                               | Kindervater       |               |          |                                                              |

| Arbitro: | Ohmsen |

|                       |           |               |
| Rademacher 10’ (aut.) | Marcatori | 44’ Ackermann |

| Arbitro: | Quindeau |

|                   |           |            |
| Pumm 24’ Roth 85’ | Marcatori | 26’ Linßen |

#### Girone di ritorno
| Arbitro: | Bonacker |

|  |           |                                  |
|  | Marcatori | 13’ Kentschke 32’ (rig.) Lehmann |

| Arbitro: | Seiler |

|               |           |  |
| Heidemann 57’ | Marcatori |  |

| Arbitro: | Wengenmayer |

|                      |           |               |
| Löhr 13’ Thielen 67’ | Marcatori | 17’ Kentschke |

| Arbitro: | Frickel |

|                          |           |          |
| Riedl 20’ Budde 64’, 72’ | Marcatori | 77’ Kamp |

| Arbitro: | Geng |

|                                                     |           |  |
| Deppe 7’, 53’ Haebermann 17’ Skrotzki 20’ Ulsaß 61’ | Marcatori |  |

| Arbitro: | Picker |

|                       |           |                           |
| Lehmann 19’ Dietz 63’ | Marcatori | 13’ Kremers 58’ Nerlinger |

| Arbitro: | Linn |

|           |           |  |
| Budde 30’ | Marcatori |  |

| Arbitro: | Wohlfarth |

|                                     |           |                  |
| Gayer 25’ Horr 37’ Steffenhagen 69’ | Marcatori | 44’ (rig.) Budde |

| Arbitro: | Siepe |

|                                       |           |                               |
| Heidemann 3’, 18’ Budde 77’ Dietz 88’ | Marcatori | 30’ Rieländer 52’, 70’ Bücker |

| Arbitro: | Lutz |

|             |           |               |
| Lippens 32’ | Marcatori | 13’ Kentschke |

| Arbitro: | Fuchs |

|                                        |           |            |
| Pavlić 29’ Pirsig 42’ Budde 84’ (rig.) | Marcatori | 89’ Nickel |

| Arbitro: | Schröck |

|                    |           |  |
| Sieloff 40’ (rig.) | Marcatori |  |

| Arbitro: | Betz |

|                         |           |                     |
| Heidemann 44’ Budde 58’ | Marcatori | 10’ Nogly 70’ Hönig |

| Arbitro: | Riegg |

|                                       |           |                                 |
| Bertl 41’ Siemensmeyer 59’ Keller 77’ | Marcatori | 4’ Budde 62’ Pavlić 87’ Lehmann |

| Arbitro: | Aldinger |

|                                                |           |                  |
| Rettkowski 10’ Dietz 12’ Riedl 66’ Lehmann 89’ | Marcatori | 32’ Leopoldseder |

| Arbitro: | Pfleiderer |

|                                 |           |  |
| Vogt 44’ (rig.), 60’ Blusch 78’ | Marcatori |  |

| Arbitro: | Herden |

|                |           |  |
| Budde 55’, 69’ | Marcatori |  |

### Coppa di Germania
| Arbitro: | Berner |

|           |           |                    |
| Soyez 75’ | Marcatori | 17’ (rig.) Lehmann |

| Arbitro: | Roth |

|                                          |           |  |
| Pavlić 30’ Budde 59’, 81’ Rettkowski 89’ | Marcatori |  |

| Arbitro: | Wohlfarth |

|                         |           |  |
| Kentschke 56’ Dietz 73’ | Marcatori |  |

| Arbitro: | Redelfs |

|                                          |           |  |
| Zobel 40’ Mrosko 75’ Müller 85’ Roth 89’ | Marcatori |  |

## Statistiche

### Statistiche di squadra
| Competizione      | Punti | In casa | In casa | In casa | In casa | In casa | In casa | In trasferta | In trasferta | In trasferta | In trasferta | In trasferta | In trasferta | Totale | Totale | Totale | Totale | Totale | Totale | DR |
| Competizione      | Punti | G       | V       | N       | P       | Gf      | Gs      | G            | V            | N            | P            | Gf           | Gs           | G      | V      | N      | P      | Gf     | Gs     | DR |
| ----------------- | ----- | ------- | ------- | ------- | ------- | ------- | ------- | ------------ | ------------ | ------------ | ------------ | ------------ | ------------ | ------ | ------ | ------ | ------ | ------ | ------ | -- |
| Bundesliga        | 35    | 17      | 10      | 7       | 0       | 31      | 16      | 17           | 2            | 4            | 11           | 12           | 31           | 34     | 12     | 11     | 11     | 43     | 47     | -4 |
| Coppa di Germania | -     | 2       | 2       | 0       | 0       | 6       | 0       | 2            | 0            | 1            | 1            | 1            | 5            | 4      | 2      | 1      | 1      | 7      | 5      | +2 |
| Totale            | 35    | 19      | 12      | 7       | 0       | 37      | 16      | 19           | 2            | 5            | 12           | 13           | 36           | 38     | 14     | 12     | 12     | 50     | 52     | -2 |

### Andamento in campionato
| Giornata  | 1 | 2  | 3  | 4 | 5  | 6  | 7  | 8  | 9  | 10 | 11 | 12 | 13 | 14 | 15 | 16 | 17 | 18 | 19 | 20 | 21 | 22 | 23 | 24 | 25 | 26 | 27 | 28 | 29 | 30 | 31 | 32 | 33 | 34 |
| --------- | - | -- | -- | - | -- | -- | -- | -- | -- | -- | -- | -- | -- | -- | -- | -- | -- | -- | -- | -- | -- | -- | -- | -- | -- | -- | -- | -- | -- | -- | -- | -- | -- | -- |
| Luogo     | C | T  | C  | T | C  | T  | T  | C  | T  | C  | T  | C  | T  | C  | T  | C  | T  | T  | C  | T  | C  | T  | C  | C  | T  | C  | T  | C  | T  | C  | T  | C  | T  | C  |
| Risultato | N | P  | N  | V | N  | P  | P  | V  | P  | V  | N  | N  | P  | V  | N  | N  | P  | V  | V  | P  | V  | P  | N  | V  | P  | V  | N  | V  | P  | N  | N  | V  | P  | V  |
| Posizione | 7 | 14 | 12 | 9 | 11 | 12 | 14 | 12 | 16 | 11 | 11 | 11 | 12 | 11 | 11 | 11 | 11 | 10 | 8  | 10 | 9  | 13 | 10 | 7  | 10 | 8  | 8  | 8  | 9  | 10 | 9  | 7  | 9  | 7  |

Legenda:

Luogo: C = Casa; T = Trasferta. Risultato: V = Vittoria; N = Pareggio; P = Sconfitta.

### Statistiche dei giocatori
| Giocatore     | Bundesliga | Bundesliga | Bundesliga  | Bundesliga | Coppa di Germania | Coppa di Germania | Coppa di Germania | Coppa di Germania | Totale   | Totale | Totale      | Totale     |
| Giocatore     | Presenze   | Reti       | Ammonizioni | Espulsioni | Presenze          | Reti              | Ammonizioni       | Espulsioni        | Presenze | Reti   | Ammonizioni | Espulsioni |
| ------------- | ---------- | ---------- | ----------- | ---------- | ----------------- | ----------------- | ----------------- | ----------------- | -------- | ------ | ----------- | ---------- |
| M. Bella      | 34         | 0          | 0           | 0          | 4                 | 0                 | 0                 | 0                 | 38       | 0      | 0           | 0          |
| H. Buchberger | 10         | 0          | 0           | 0          | 1                 | 0                 | 0                 | 0                 | 11       | 0      | 0           | 0          |
| R. Budde      | 33         | 13         | 0           | 0          | 4                 | 2                 | 0                 | 0                 | 37       | 15     | 0           | 0          |
| T. Burghardt  | 2          | 0          | 0           | 0          | 0                 | 0                 | 0                 | 0                 | 2        | 0      | 0           | 0          |
| G. Damjanoff  | 16         | 1          | 0           | 0          | 0                 | 0                 | 0                 | 0                 | 16       | 1      | 0           | 0          |
| V. Danner     | 32         | 0          | 0           | 0          | 3                 | 0                 | 0                 | 0                 | 35       | 0      | 0           | 0          |
| B. Dietz      | 30         | 4          | 0           | 0          | 4                 | 1                 | 0                 | 0                 | 34       | 5      | 0           | 0          |
| H. Heidemann  | 32         | 5          | 0           | 0          | 3                 | 0                 | 0                 | 0                 | 35       | 5      | 0           | 0          |
| H. Holscher   | 0          | 0          | 0           | 0          | 0                 | 0                 | 0                 | 0                 | 0        | 0      | 0           | 0          |
| H. Huttary    | 1          | 1          | 0           | 0          | 0                 | 0                 | 0                 | 0                 | 1        | 1      | 0           | 0          |
| G. Kentschke  | 33         | 3          | 0           | 0          | 4                 | 1                 | 0                 | 0                 | 37       | 4      | 0           | 0          |
| W. Kremer     | 0          | 0          | 0           | 0          | 0                 | 0                 | 0                 | 0                 | 0        | 0      | 0           | 0          |
| B. Lehmann    | 31         | 6          | 0           | 0          | 4                 | 1                 | 0                 | 0                 | 35       | 7      | 0           | 0          |
| D. Linders    | 6          | 0          | 0           | 0          | 1                 | 0                 | 0                 | 0                 | 7        | 0      | 0           | 0          |
| H. Linßen     | 27         | 1          | 1           | 0          | 4                 | 0                 | 0                 | 0                 | 31       | 1      | 1           | 0          |
| K. Lorenz     | 1          | 0          | 0           | 0          | 0                 | 0                 | 0                 | 0                 | 1        | 0      | 0           | 0          |
| Đ. Pavlić     | 30         | 3          | 0           | 0          | 4                 | 1                 | 0                 | 0                 | 34       | 4      | 0           | 0          |
| D. Pirsig     | 34         | 1          | 0           | 0          | 4                 | 0                 | 0                 | 0                 | 38       | 1      | 0           | 0          |
| K. Rettkowski | 33         | 2          | 0           | 0          | 4                 | 1                 | 0                 | 0                 | 37       | 3      | 0           | 0          |
| J. Riedl      | 30         | 2          | 0           | 0          | 4                 | 0                 | 0                 | 0                 | 34       | 2      | 0           | 0          |
| H. Sondermann | 7          | 0          | 0           | 0          | 4                 | 0                 | 0                 | 0                 | 11       | 0      | 0           | 0          |